# Peduncolo caudale
Il peduncolo caudale è la parte terminale del corpo dei pesci, che porta la pinna caudale.

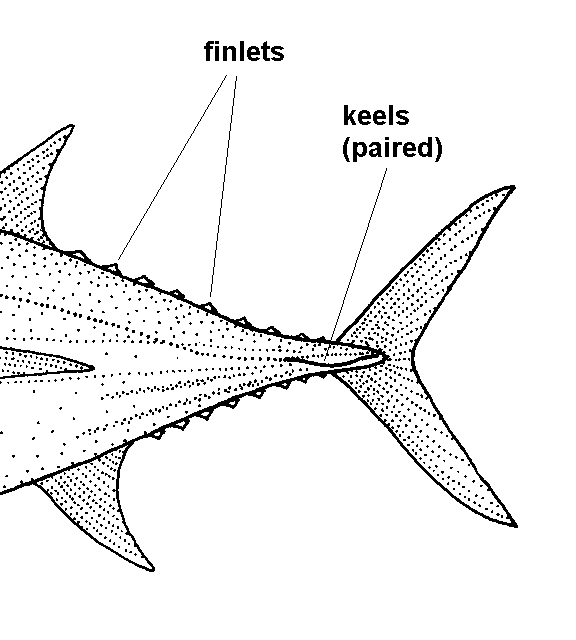
Peduncolo caudale con pinnule (finlets) e carene (keels) di un Thunnus obesus

## Morfologia
Il peduncolo caudale ha aspetto diverso nei pesci pelagici forti nuotatori ed in quelli bentonici. Nei pelagici in genere è sottile ma forte dato che deve spingere un'ampia pinna caudale a cui il pesce affida gran parte della potenza muscolare. In questi pesci spesso porta sovrastrutture come carene longitudinali per diminuire la turbolenza dell'acqua spostata durante il nuoto (ad esempio negli squali della famiglia Isuridae o nel pesce spada) o pinnule con la stessa funzione, ben visibili nel tonno o nello sgombro. Nei pesci più sedentari invece, dato che il nuoto viene generalmente effettuato attraverso movimenti delle pinne pettorali o serpeggiamenti del corpo, il peduncolo caudale è più spesso grosso e non particolarmente sviluppato. In alcuni (per esempio gli anguilliformi), addirittura può mancare.